# Thannhausen, Steiermark
Thannhausen är en kommun i distriktet Weiz i förbundslandet Steiermark i Österrike.
Kommunen består av nio orter (Ortschaften) (inom parentes invånarantal 1 januari 2024):

- Alterilz (95)
- Grub (174)
- Landscha bei Weiz (613)
- Oberdorf bei Thannhausen (172)
- Oberfladnitz (481)
- Peesen (330)
- Ponigl (258)
- Raas (171)
- Trennstein (173)